# Охват (термин)
Охват (англ. reach) — количество людей или домохозяйств, в процентном соотношении или абсолютных цифрах, которые хотя бы один раз проконтактировали с событием. Например, увидели хотя бы один выпуск регулярной телепрограммы или рекламный ролик на протяжении определенного времени.
Не стоит путать его с понятием Coverage — между ними есть весомое отличие. Если Reach используется по отношению к достигнутой аудитории, то Coverage — вообще к потенциальной аудитории медиа(TV, радио).
Существует также термин эффективный охват N+ (Reach N+), который характеризует количество людей или домохозяйств, которые за период рекламной или PR кампании контактировали с сообщением N и больше раз.

## Использование
С точки зрения рекламодателя, охват — самый важный показатель эффективности рекламной кампании. Он обеспечивает контакт рекламного сообщения с целевой аудиторией. А ведь контакт — самый первый шаг влияния рекламы. Reach позволяет понять, какую часть аудитории удалось охватить рекламой. Если медиапланирование и размещение сделано грамотно и продуманно, то Reach может достичь и 90 % целевой аудитории. Это будет означать, что 9 из 10 человек (домохозяйств) видели ролик хотя бы один раз.

## Особенности расчёта
Охват можно выразить соотношением: Reach =GRP /Средний индекс соответствия
От множественного просмотра одним человеком (домохозяйством) охват не увеличивается.
Одно из определений GRP — формула: GRP = Reach1 + Reach2 + Reach3 + … + ReachN, где 1, 2, 3 … N — это порядковый номер появления события (выхода телепрограммы, журнала, ролика, спота).
Нужно учитывать, что если Reach нужно рассчитать для всей рекламной кампании, а состояла она, допустим, из рекламы в журнале «А» и рекламы в газете «Б», то формула расчета будет
Reach = А + Б — АБ
Где АБ — пересечение аудиторий, определенный процент от генеральной совокупности.
Примером хорошо прогнозируемого и вычислимого хвата является охват в социальных сетях.